# Episodi di Victor e Valentino (prima stagione)
La prima stagione della serie animata Victor e Valentino è stata trasmessa negli Stati Uniti, su Cartoon Network, dal 30 marzo al 26 ottobre 2019.
In Italia è stata trasmessa su Cartoon Network a partire dal 23 settembre 2019.
| Nº | Titolo originale                  | Titolo italiano                                          | Prima TV USA    | Prima TV Italia   |
| -- | --------------------------------- | -------------------------------------------------------- | --------------- | ----------------- |
| 1  | Folk Art Foes                     | Hue-hue il Coyote                                        | 30 marzo 2019   | 8 ottobre 2019    |
| 2  | Dead Ringer                       | Un Grande Calciatore                                     | 30 marzo 2019   | 10 ottobre 2019   |
| 3  | Brotherly Love                    | Una pianta speciale                                      | 30 marzo 2019   | 8 ottobre 2019    |
| 4  | Chata's Quinta Quinceañera        | Cinque volte quindici anni                               | 30 marzo 2019   | 14 ottobre 2019   |
| 5  | Legend of the Hidden Skate Park   | La Leggenda della Pista da Skate                         | 6 aprile 2019   | 9 ottobre 2019    |
| 6  | Cleaning Day                      | Giorno di pulizie                                        | 6 aprile 2019   | 23 settembre 2019 |
| 7  | The Babysitter                    | I Fuochi d'Artificio                                     | 13 aprile 2019  | 10 ottobre 2019   |
| 8  | Hurricane Chata                   | L'Uragano Chata                                          | 13 aprile 2019  | 9 ottobre 2019    |
| 9  | The Lonely Haunts Club            | Il Club degli Spettri Solitari                           | 20 aprile 2019  | 11 ottobre 2019   |
| 10 | Suerte                            | Le Carte Animate                                         | 20 aprile 2019  | 11 ottobre 2019   |
| 11 | The Dark Room                     | Lo scatto pericoloso                                     | 27 aprile 2019  | 23 settembre 2019 |
| 12 | The Collector                     | Il Collezionista                                         | 4 maggio 2019   | 14 ottobre 2019   |
| 13 | The Boy Who Cried Lechuza         | Al lupo, al lupo                                         | 11 maggio 2019  | 16 ottobre 2019   |
| 14 | Boss For a Day                    | Oggi Comando Io!                                         | 18 maggio 2019  | 17 ottobre 2019   |
| 15 | Cuddle Monster                    | Il Mostro Coccolo                                        | 25 maggio 2019  | 15 ottobre 2019   |
| 16 | Los Cadejos                       | I Cadejos                                                | 1º giugno 2019  | 15 ottobre 2019   |
| 17 | It Grows                          | Un Paio di Baffi per Vic                                 | 8 giugno 2019   | 16 ottobre 2019   |
| 18 | Welcome to the Underworld         | Benvenuti Nell'Oltremondo - Parte 1                      | 22 giugno 2019  | 17 ottobre 2019   |
| 19 | Welcome to the Underworld         | Benvenuti Nell'Oltremondo - Parte 2                      | 22 giugno 2019  | 18 ottobre 2019   |
| 20 | A New Don                         | Un Nuovo Senor                                           | 29 giugno 2019  | 3 febbraio 2020   |
| 21 | Churro Kings                      | Giochi Costosi                                           | 6 luglio 2019   | 4 febbraio 2020   |
| 22 | Know It All                       | Il Saputello                                             | 13 luglio 2019  | 5 febbraio 2020   |
| 23 | Fistfull of Balloons              | Per un Pugno di Gavettoni                                | 20 luglio 2019  | 6 febbraio 2020   |
| 24 | Love at First Bite                | Il Primo Appuntamento                                    | 27 luglio 2019  | 7 febbraio 2020   |
| 25 | Go With The Flow                  | Segui la Corrente                                        | 3 agosto 2019   | 10 febbraio 2020  |
| 26 | Aluxes                            | Re Victor                                                | 10 agosto 2019  | 11 febbraio 2020  |
| 27 | Guillermo's Gathering             | La Festa di Guillermo                                    | 17 agosto 2019  | 14 febbraio 2020  |
| 28 | Balloon Boys                      | Ragazzi in Mongolfiera                                   | 24 agosto 2019  | 12 febbraio 2020  |
| 29 | The Great Bongo Heist             | Il Regalo per Chata                                      | 5 ottobre 2019  | 18 febbraio 2020  |
| 30 | Escape from Bebe Bay              | Fuga da Bada al Bebè                                     | 5 ottobre 2019  | 17 febbraio 2020  |
| 31 | Band for Life                     | Il Concerto Punk                                         | 5 ottobre 2019  | 20 febbraio 2020  |
| 32 | Tez Sez                           | Il Mago Tez                                              | 5 ottobre 2019  | 21 febbraio 2020  |
| 33 | Forever Ever                      | Sempre e Per Sempre                                      | 12 ottobre 2019 | 24 febbraio 2020  |
| 34 | Dance Reynaldo Dance              | Balla, Reynaldo, Balla                                   | 12 ottobre 2019 | 27 febbraio 2020  |
| 35 | Tree Buds                         | La Casa sull'Albero                                      | 19 ottobre 2019 | 25 febbraio 2020  |
| 36 | Lonely Haunts Club 2: Doll Island | Il Club degli Spettri Solitari 2: L'Isola di Bambolandia | 26 ottobre 2019 | 13 febbraio 2020  |
| 37 | Cat-Pocalypse                     | Gattoapocalisse                                          | 26 ottobre 2019 | 19 febbraio 2020  |
| 38 | El Silbon                         | Il labirinto di mais                                     | 26 ottobre 2019 |                   |
| 39 | On Nagual Hill                    | L'Uomo-Capra                                             | 26 ottobre 2019 | 26 febbraio 2020  |

## Hue-hue il Coyote
- Titolo originale: Folk Art Foes
- Scritto da: Diego Molano, Corey Barnes, Leticia Abreu, Ryan Kramer

### Trama
Vic e Val trovano una stanza nel seminterrato piena di alebrije, piccole bambole folk colorate. Nonostante l'avvertimento di nonna Chata, i ragazzi rilasciano accidentalmente lo spirito di un coyote imbroglione di nome Hue-hue, in quale non fa altro che fare scherzi. Mentre Val cerca di impedirgli di provocare malvagità, Vic lo trova divertente.
- Ascolti USA: telespettatori 661.000 – rating/share 18-49 anni.[12]

## Un Grande Calciatore
- Titolo originale: Dead Ringer
- Scritto da: Mark Galez, Jon Feria

### Trama
Al posto di Val, Vic decide di prendere un altro giocatore durante una partita di calcio. Per rappresaglia, Val fa entrare Guillermo, Rosa, Cacao e la sua rivale Charlene nella sua squadra. Quando la sua squadra non combacia bene con quella di Vic, Val prende in considerazione il suggerimento di Charlene di convincere Juan, un giocatore di calcio dell'aldilà, a possederlo.
- Ascolti USA: telespettatori 661.000 – rating/share 18-49 anni.[12]

## Una pianta speciale
- Titolo originale: Brotherly Love
- Scritto da: Carmen Liang, Kayla Carlisle

### Trama
Vic e Val rompono accidentalmente la pianta di nonna Chata. Vanno al negozio di Don Jalapeño e ricevono aiuto da sua figlia Xochi per ottenere una nuova pianta. Sfortunatamente, la nuova pianta risulta essere un mostro che cresce ogni volta che i fratelli continuano a litigare e presto si diffonde in tutto il Monte Macabre.
- Ascolti USA: telespettatori 649.000 – rating/share 18-49 anni.[12]

## Cinque volte quindici anni
- Titolo originale: Chata's Quinta Quinceañera
- Scritto da: Chris Allison

### Trama
Mentre Vic e Val si preparano per la quinta Quinceañera di nonna Chata, si ricordano che Andres fa una festa in piscina lo stesso giorno. Sal, un amico dei fratelli, arriva con un flauto magico che può trasportare chiunque ovunque. I fratelli lo usano per viaggiare tra i due posti, tuttavia finiscono per trasportare anche altre cose con loro.
- Ascolti USA: telespettatori 649.000 – rating/share 18-49 anni.[12]

## La Leggenda della Pista da Skate
- Titolo originale: Legend of the Hidden Skate Park
- Scritto da: Miggs Perez, Chris Allison

### Trama
Infastiditi da tutte le regole, Vic e Val cercano lo skate park nascosto. Il parco è gestito da bambini che stabiliscono le proprie regole e sono guidati da Javier, un ragazzo che chiede sacrifici. Una ragazza di nome Itzel suscita l'ingiustizia di Val nei confronti della società, costringendo i fratelli a fuggire quando Javier si insospettisce.
- Ascolti USA: telespettatori 449.000 – rating/share 18-49 anni.[13]

## Giorno di pulizie
- Titolo originale: Cleaning Day
- Scritto da: Mark Galez, Jon Feria

### Trama
È il giorno delle pulizie e la nonna Chata è disgustata da quanto sia sporca la stanza di Vic e Val, al punto che la stessa casa manda i fratelli in una prigione in stile videogioco dove devono ripulire tutto. Uscire comunque sarà difficile poiché Vic ama essere sporco e Val non riesce a smettere di collezionare cose.
- Ascolti USA: telespettatori 449.000 – rating/share 18-49 anni.[13]

## I Fuochi d'Artificio
- Titolo originale: The Babysitter
- Scritto da: Kayla Carlisle, Carmen Liang

### Trama
Vic e Val vogliono andare a vedere uno spettacolo pirotecnico, ma Don Jalapeño invita la nonna Chata ad un appuntamento, con il risultato che Xochi deve fare da babysitter ai due. Xochi fa ogni tentativo per impedire ai fratelli di andarsene, ma quando riescono a scappare, scoprono che Xochi era uscita di soppiatto per andare a fare le lezioni di ballo. Il trio deve quindi tornare a casa prima degli adulti.
- Ascolti USA: telespettatori 599.000 – rating/share 18-49 anni.[14]

## L'Uragano Chata
- Titolo originale: Hurricane Chata
- Scritto da: Zeus Cervas, Katherine Frasier

### Trama
Durante il solstizio d'estate, Vic e Val sono costretti a indossare i vecchi costumi da bagno della nonna Chata per andare al lago. Imparano che le emozioni della nonna Chata influenzano la creazione delle onde e decidono di raccogliere fondi per acquistare nuovi costumi da bagno. Tuttavia, quando le onde si fermano, i fratelli iniziano a disturbare Chata portando ad una tempesta.
- Ascolti USA: telespettatori 599.000 – rating/share 18-49 anni.[14]

## Il Club degli Spettri Solitari
- Titolo originale: The Lonely Haunts Club
- Scritto da: Kayla Carlisle, Carmen Liang

### Trama
Mentre nonna Chata guarda un film su Dia de Amantes, Vic e Val vengono invitati dai loro "rivali" Charlene e Pineapple per esplorare una casa stregata di proprietà di El Pintor, un pittore fantasma. Il viaggio in realtà è per far sì che Charlene riesca a ricevere un bacio da Vic, tuttavia la banda è sorpresa di apprendere che El Pintor è reale.
- Ascolti USA: telespettatori 616.000 – rating/share 18-49 anni.[15]

## Le Carte Animate
- Titolo originale: Suerte
- Scritto da: Zeus Cervas, Katherine Frasier

### Trama
Nonna Chata acquista un gioco da tavolo chiamato Suerte di Maria Teresa e lo gioca con Vic e Val. Quando Vic imbroglia, i personaggi del gioco prendono vita e iniziano a trasportare nel gioco tutte le persone di Monte Macabre. Ora Vic deve dire la verità per salvare tutti, ma è troppo orgoglioso per ammetterlo.
Ascolti USA: telespettatori 616.000 – rating/share 18-49 anni.

## Lo scatto pericoloso
- Titolo originale: The Dark Room
- Scritto da: Mark Galez, Jon Feria

### Trama
Val cerca di unirsi al club della fotografia, ma viene deriso dal suo leader Baker. Val prende ispirazione dalla sua amica Isabella per scattare la migliore foto possibile. Su suggerimento indiretto di Vic, i due decidono di andare alla ricerca del leggendario Chupacabra.
- Ascolti USA: telespettatori 432.000 – rating/share 18-49 anni.[16]

## Il Collezionista
- Titolo originale: The Collector
- Scritto da: Miggz Perez, Chris Allison

### Trama
Vic prende una delle monete di Val dalla sua collezione di monete, per fare una partita di biliardino. Arrabbiato con suo fratello, Val trova Le Rarità di Chip, un negozio che ospita collezioni inestimabili. Il proprietario Chip sostituisce la moneta, tuttavia in cambio prende Vic per far parte della sua raccapricciante collezione di marionette.
- Ascolti USA: telespettatori 478.000 – rating/share 18-49 anni.[17]

## Al lupo, al lupo
- Titolo originale: The Boy Who Cried Lechuza
- Scritto da: Miggz Perez, Chris Allison

### Trama
Vic inventa un infortunio per poter uscire prima dal lavoro. Val lo interrompe e lo dice a nonna Chata. Successivamente, Vic viene improvvisamente portato via dalla Lechuza, una creatura mezza donna e mezza gufo che porta via i bambini per coccolarli. Vic si rende conto che farsi coccolare per tutta la vita non è un buon modo di vivere.
- Ascolti USA: telespettatori 434.000 – rating/share 18-49 anni.[18]

## Oggi Comando Io!
- Titolo originale: Boss For a Day
- Scritto da: Zeus Cervas, Katherine Frasier

### Trama
Chata lascia che Vic gestisca il banco dei taco quando si lamenta del fatto che Val lo abbia preso in giro. Vic prende un atteggiamento da boss e "licenzia" Val dal banco dei taco. Tenta di gestirlo da solo con Miguelito, tuttavia le sue azioni finiscono per ribaltare l'intera città contro di lui e portare il banco dei taco ad essere trascinato via da un cavallo.
- Ascolti USA: telespettatori 450.000 – rating/share 18-49 anni.[19]

## Il Mostro Coccolo
- Titolo originale: Cuddle Monster
- Scritto da: Kayla Carlisle, Carmen Liang

### Trama
Dopo il rifiuto da parte di nonna Chata di prendere un animale domestico, Vic e Val scoprono una strana creatura rettiliana chiamata Zepotle che chiamano Coccolo. Don Jalapeño dice loro di dargli da mangiare solo cibi naturali, ma quando Vic gli dà accidentalmente della soda, Coccolo cresce e non riesce più a saziare il suo appetito quando inizia a inseguire l'animale di Chata, Huitzi.
- Ascolti USA: telespettatori 531.000 – rating/share 18-49 anni.[20]

## I Cadejos
- Titolo originale: Los Cadejos
- Scritto da: Kayla Carlisle, Carmen Liang

### Trama
Val nutre rancore per Vic dopo aver rivelato il suo segreto a tutti. Quando Chata manda i due in montagna per raccogliere dei peperoni per lei, incontrano un cane nero che inizia a seguirli. Una donna di nome Guadalupe dice loro che è un cadejo malvagio e nero che si nutre della rabbia dai rancori e conduce le persone al loro destino.
- Ascolti USA: telespettatori 477.000 – rating/share 18-49 anni.[21]

## Un Paio di Baffi per Vic
- Titolo originale: It Grows
- Scritto da: Miggs Perez, Chris Allison

### Trama
Val inizia a mostrare segni di peli sul viso, guadagnando l'ammirazione di tutti gli adulti, portando l'ira di Vic. Vic ruba la formula di crescita dei capelli di Maria Teresa e gli crescono dei baffi. Tuttavia, i baffi acquistano una propria mente e iniziano a causare scompiglio in tutto il Monte Macarbe.
- Ascolti USA: telespettatori 391.000 – rating/share 18-49 anni.[22]

## Benvenuti Nell'Oltremondo
- Titolo originale: Welcome to the Underworld
- Scritto da: Mark Galez, Jon Feria

### Trama
Vic è stanco di essere chiamato piccolo e debole e viene ulteriormente umiliato durante un incontro di wrestling quando viene soprannominato "Camarón" (letteralmente "Gamberetto"). Lui e Val finiscono per viaggiare con Achi nell'oltremondo in modo che Vic possa incontrare suo zio El Toro, un famoso lottatore di wrestling. Nell'oltremondo, Vic e Val incontrano i guardiani, i Bone Boys Mic e Hun, che vogliono intrappolare i due nell'oltremondo per sempre. Mentre Val vuole tornare a casa, Vic insiste nel vedere suo zio, ma ora deve salvare se stesso e suo fratello affrontando i Bone Boys in un incontro di wrestling.
- Ascolti USA: telespettatori 375.000 – rating/share 18-49 anni.[23]

## Un Nuovo Senor
- Titolo originale: A New Don
- Scritto da: Kayla Carlisle, Carmen Liang

### Trama
Mentre provano a fare uno scherzo a Don Jalopeño, Vic e Val incontrano Tzitzimime, un essere proveniente dalle stelle che fa fare alle persone cose strane. Continuano il loro tentativo di prenderlo in giro, tuttavia dal nulla inizia a mostrare un comportamento insolito che disturba i due ragazzi.
- Ascolti USA: telespettatori 398.000 – rating/share 18-49 anni.[24]

## Giochi Costosi
- Titolo originale: Churro Kings
- Scritto da: Leticia Silva, Daniel Villa De Rey

### Trama
Vic e Val sono delusi dalle entrate che ricevono. Su consiglio di Chata, decidono di iniziare a vendere churros per guadagnare denaro. Quando gli altri residenti iniziano a derubare i loro clienti, i ragazzi decidono di ripulire la concorrenza, fino a quando Lupe non gli dà la caccia e li riunisce insieme ad gli altri venditori per vendicarsi di loro.
- Ascolti USA: telespettatori 279.000 – rating/share 18-49 anni.[25]

## Il Saputello
- Titolo originale: Know It All
- Scritto da: Zach Bellissimo, Miggs Perez

### Trama
Durante un'escursione di speleologia, Vic apre accidentalmente una prigione liberando numerosi Camazotz, gigantesche creature chirottere demoniache. Lui e Val vanno a trovare Don Jalopeño come aiuto per sconfiggere le creature. Tuttavia, Vic continua a fare il saputello e finisce per ignorare Don Jalopeño e mettere in difficoltà il gruppo.
- Ascolti USA: telespettatori 296.000 – rating/share 18-49 anni.[26]

## Per un Pugno di Gavettoni
- Titolo originale: Fistfull of Balloons
- Scritto da: Mark Galez, Jon Feria

### Trama
Nel mezzo di una battaglia con i palloncini d'acqua, Vic viene ingannato da uno dei suoi membri. Arrabbiato e sconvolto, inizia una missione di vendetta per trovare ed eliminare il traditore. Continua a cercare, incontrando una serie di false indicazioni. Quando scopre chi è il traditore, si trasforma in una guerra totale di palloncini d'acqua.
- Ascolti USA: telespettatori 348.000 – rating/share 18-49 anni.[27]

## Il Primo Appuntamento
- Titolo originale: Love at First Bite
- Scritto da: Kayla Carlisle, Carmen Liang

### Trama
Val incontra una nuova ragazza di nome Matty che sembra una versione femminile di lui e afferma di avere interessi simili. Val si innamora di lei e i due decidono di uscire insieme. Tuttavia, Vic diventa sospettoso nei suoi confronti. Alla fine, viene rivelato che Matty e la sua famiglia sono Matlazihua e hanno in programma di mangiare Val, quindi Vic cerca di salvarlo.
- Ascolti USA: telespettatori 401.000 – rating/share 18-49 anni.[28]

## Segui la Corrente
- Titolo originale: Go With The Flow
- Scritto da: Leticia Silva, Daniel Villa De Rey

### Trama
Nonna Chata invita Sal a stare con lei e i ragazzi dopo che la sua casa viene distrutta. Sal si rivela essere un ospite disordinato, cosa che li infastidisce. Vic e Val cercano di sbarazzarsi di lui, tuttavia Sal vuole solo rimanere un po' di tempo. Sal lascia la sua fascia e i ragazzi ci giocano, scoprendo che la stessa permette a chi lo indossa di volare.
- Ascolti USA: telespettatori 293.000 – rating/share 18-49 anni.[29]

## Re Victor
- Titolo originale: Aluxes
- Scritto da: Miggs Perez, Zach Bellissimo

### Trama
Mentre Val e gli altri bambini giocano a GRV, Vic viene insultato quando gli viene detto che non ha la stoffa di un re. A casa trova un'antica corona che dà vita alle statue nel soggiorno. All'inizio Vic inizia a divertirsi sorpassando Val e gli altri bambini, ma quando la corona si spezza le statue diventano malevoli e pericolose.
- Ascolti USA: telespettatori 355.000 – rating/share 18-49 anni.[30]

## La Festa di Guillermo
- Titolo originale: Guillermo's Gathering
- Scritto da: Zach Bellissimo, Miggs Perez, Gina Gress

### Trama
Vic e Val sono costretti da nonna Chata a partecipare alla festa di compleanno di Guillermo. Al compleanno, i due sono spaventati dai suoi gusti eccentrici e gotici e dalle feste travolgenti che fa. Nel tentativo di trovare bomboniere per dimostrare che hanno partecipato alla festa, saltano accidentalmente la miglior creazione di Guillermo, un set di treni super veloci.
- Ascolti USA: telespettatori 412.000 – rating/share 18-49 anni.[31]

## Ragazzi in Mongolfiera
- Titolo originale: Balloon Boys
- Scritto da: Leticia Silva, Daniel Villa De Rey

### Trama
Sal invita Vic e Val a salire sulla sua mongolfiera per guardare le Linee di Nazca. Quando Sal li informa delle loro capacità di alterare la realtà, i ragazzi iniziano a disegnare le proprie Linee di Nazca. I due lottano per fare il disegno più bello per diventare il "preferito" di Sal ed essere il suo co-capitano.
- Ascolti USA: telespettatori 471.000 – rating/share 18-49 anni.[32]

## Il Regalo per Chata
- Titolo originale: The Great Bongo Heist
- Scritto da: April Amezquita, Jason Dwyer

### Trama
Xochi permette a Vic e Val di prendere in prestito i suoi bonghi per divertimento. Tuttavia, essendo proprio il giorno di Abuela e i ragazzi non hanno nulla da darle, in uno sforzo dell'ultimo minuto, le regalano i bonghi e se ne pentono immediatamente. Incapaci di aprirsi, decidono di vestirsi da ladri e rubarli, tuttavia scoprono che la casa ha uno strano allarme contro i ladri.
- Ascolti USA: telespettatori 489.000 – rating/share 18-49 anni.[33]

## Fuga da Bada al Bebè
- Titolo originale: Escape from Bebe Bay
- Scritto da: April Amezquita, Mike Diederich

### Trama
Mentre gli adulti trascorrono una giornata alle terme, Vic e Val si nascondono per la guerra dell'acqua e decidono di usare la crema di Maria Teresa per mimetizzarsi. Tuttavia, la crema risulta essere una crema anti-invecchiamento e li trasforma, insieme a Don Jalapeño, in bambini. I tre finiscono in un asilo nido.
- Ascolti USA: telespettatori 489.000 – rating/share 18-49 anni.[33]

## Il Concerto Punk
- Titolo originale: Band for Life
- Scritto da: Kayla Carlisle, Carmen Liang

### Trama
Xochi va ad un concerto dei Demoni Paranormali. Su suggerimento di nonna Chata, con riluttanza porta con sé Vic e Val. I ragazzi provocano dei problemi al concerto, mettendo in imbarazzo Xochi. Nel disperato tentativo di lasciare una buona impressione su di lei e sul suo gruppo, decidono di salire sul palco.
- Ascolti USA: telespettatori 449.000 – rating/share 18-49 anni.[33]

## Il Mago Tez
- Titolo originale: Tez Sez
- Scritto da: Miggs Perez, Zach Bellissimo

### Trama
Maria Teresa presenta Vic e Val a suo marito Tez, un mago. Sono invitati ad una festa, tuttavia nonna Chata impedisce loro di andare. I ragazzi sgattaiolano fuori e scoprono che Tez è un uomo onnipotente e senza scrupoli che ha grandi progetti per Monte Macabre. Quando intrappola Vic in uno dei suoi specchi, Val deve salvarlo e sconfiggere il mago.
- Ascolti USA: telespettatori 449.000 – rating/share 18-49 anni.[33]

## Sempre e Per Sempre
- Titolo originale: Forever Ever
- Scritto da: April Amezquita, Gina Gress

### Trama
Vic e Val vogliono andare al cinema, ma hanno bisogno di soldi, quindi decidono di ripulire l'attico di Maria Teresa. Nell'attico attivano accidentalmente un inquietante statua con un timer che li intrappola in un ciclo temporale. Mentre Vic cerca di usarlo a suo vantaggio, Val cerca di risolvere il mistero della loro situazione, rendendosi conto in definitiva che la colpa è della statua.
- Ascolti USA: telespettatori 424.000 – rating/share 18-49 anni.[34]

## Balla, Reynaldo, Balla
- Titolo originale: Dance Reynaldo Dance
- Scritto da: Miggs Perez, Zach Bellissimo

### Trama
Vic è alla disperata ricerca del premio in denaro per la gara di ballo a Monte Macabre ed è frustrato dal fatto che il suo partner Val non lo chiami per andare con lui. Invece sceglie un partner diverso: Reynaldo. 
- Ascolti USA: telespettatori 424.000 – rating/share 18-49 anni.[34]

## La Casa sull'Albero
- Titolo originale: Tree Buds
- Scritto da: Kayla Carlisle, Carmen Liang

### Trama
Val sta tentando di perfezionare la sua casa sull'albero e Vic vuole aiutarlo. Val gli dice di andare a prendere una cappelliera per distrarlo e ruba un ramo da El Arbol Vampiro. Vic ottiene una scheggia che inizia a trasformarsi in un albero. Ora Val deve sbarazzarsi di qualcosa di prezioso per lui, altrimenti Vic e i loro amici faranno letteralmente parte dell'albero.
- Ascolti USA: telespettatori 594.000 – rating/share 18-49 anni.[35]

## Il Club degli Spettri Solitari 2: L'Isola di Bambolandia
- Titolo originale: Lonely Haunts Club 2: Doll Island
- Scritto da: Kayla Carlisle, Carmen Liang

### Trama
Quando Andres torna con un souvenir dall'Isola di Bambolandia, Vic e Val scelgono di andarci da soli in modo da poter riportare indietro Annie, la bambola di Hairy Mary. Charlene e Pineapple competono con loro per ottenere prima la bambola. Tuttavia, quando finalmente trovano la bambola, vengono accostati da Mary e dal suo esercito di topi per restituirla.
- Ascolti USA: telespettatori 500.000 – rating/share 18-49 anni.[36]

## Gattoapocalisse
- Titolo originale: Cat-Pocalypse
- Scritto da: Leticia Silva, Daniel Villa De Rey

### Trama
In una parodia di La finestra sul cortile, Vic si ammala e non riesce a dormire, quindi decide di spiare i vicini. Vic scopre che Pineapple prende segretamente tutti i gatti della città. Con l'aiuto di Val e Don Jalapeño, arrivano alla conclusione che Pineapple sta creando un esercito di gatti robot per una "gattoapocalisse" e si uniscono per cercare di contrastare i suoi piani.
- Ascolti USA: telespettatori 500.000 – rating/share 18-49 anni.[36]

## Il labirinto di mais
- Titolo originale: El Silbon
- Scritto da: April Amezquita, Chris Jimenez

### Trama
Vic e Val creano un labirinto di mais spaventoso che non riesce a spaventare nessuno. Su suggerimento di Charlene, escono e cercano El Silbon, un demone in grado di spaventare chiunque. Tuttavia, si rivela troppo bravo nel suo lavoro mentre ruba gli scheletri appartenenti ai bambini di Monte Macabre. Ora Vic deve sfidarlo ad una gara di fischi.
- Ascolti USA: telespettatori 481.000 – rating/share 18-49 anni.[36]

## L'Uomo-Capra
- Titolo originale: On Nagual Hill
- Scritto da: Daniel Villa De Rey, Leticia Silva, Zach Bellissimo

### Trama
Durante le escursioni, Vic e Val individuano una cascata e la trasformano in uno scivolo acquatico per i loro amici. Tuttavia, gli animali sono in pericolo e un Nahual trasforma rispettivamente Vic e Val in un pollo e un asino. Quando si rendono conto di aver maltrattato gli animali, Vic e Val partono per una missione di salvataggio per salvare la cascata.
- Ascolti USA: telespettatori 481.000 – rating/share 18-49 anni.[36]